# Radball-Weltcup 2007
Der Radball-Weltcup 2007 war die 6. Austragung des von der UCI veranstalteten Radball-Weltcups. Die Turnier-Serie begann am 28. April 2007 und endete am 8. März 2008 anlässlich des Weltcup-Finales in Dornbirn. Insgesamt haben 29 Teams teilgenommen, jedoch spielten nur 14 davon an mindestens 3 Turnieren und hatten somit die Möglichkeit, das Finale zu erreichen. 
Weltcup-Gewinner war der RMV Altdorf aus der Schweiz.

## Turnier-Übersicht
| Datum              | Austragungsort | Gewinner      | Zweiter       | Dritter       |
| ------------------ | -------------- | ------------- | ------------- | ------------- |
| 28. April 2007     | Gent           | RV Hechtsheim | SV Eberstadt  | SNA Gent 3    |
| 12. Mai 2007       | Gifhorn        | RV Hechtsheim | RC Höchst 1   | RSG Ginsheim  |
| 9. Juni 2007       | St. Pölten     | SV Eberstadt  | RC Höchst 1   | RMV Altdorf   |
| 8. September 2007  | Svitávka       | RV Winterthur | SC Svitavka   | SV Eberstadt  |
| 22. September 2007 | Oftringen      | RMV Altdorf   | RV Hechtsheim | RV Winterthur |
| 20. Oktober 2007   | St. Gallen     | RV Dornbirn   | VMC Oftringen | RMV Altdorf   |
| 8. Dezember 2007   | Höchst         | RV Hechtsheim | RC Höchst 1   | RV Dornbirn   |

## Punktestand
Für jedes Weltcupturnier werden Weltcuppunkte vergeben. Nach allen acht Turnieren werden die Punkte für jedes Team addiert und die acht Teams mit den meisten Punkten gelangen in das Finale. Ebenfalls im Finale spielt ein Team aus Asien und das Heimteam (Wildcard) des Veranstalters.
| Rang   | 1  | 2  | 3  | 4  | 5  | 6  | 7  | 8  | 9  | 10 |
| Punkte | 50 | 45 | 40 | 35 | 30 | 25 | 20 | 18 | 16 | 14 |

Der Punktestand entscheidet nur darüber, welche Teams in das Finale gelangen. Im Finale hatten jedoch alle Teams wieder die genau gleichen Chancen zu gewinnen.
In dieser Tabelle sind nur die Teams aufgelistet, bis und mit dem letzten Team, welches mindestens 3 Turniere gespielt hat. Die mit  gelb  hinterlegten Teams sind qualifiziert für das Finale.
| Rang | Team            | Spieler           | Spieler              | Punkte | Starts |
| ---- | --------------- | ----------------- | -------------------- | ------ | ------ |
| 01   | RV Hechtsheim   | Christian Hess    | Thomas Abel          | 195    | 4      |
| 02   | RC Höchst 1     | Simon König       | Dietmar Schneider    | 165    | 4      |
| 03   | RMV Altdorf     | Paul Looser       | Dominik Planzer      | 155    | 4      |
| 04   | RV Dornbirn     | Martin Lingg      | Markus Bröll         | 150    | 4      |
| 05   | RV Winterthur   | Timo Reichen      | Peter Jiricek        | 145    | 4      |
| 06   | VMC Oftringen   | Rafael Stadelmann | Andreas Zaugg        | 140    | 4      |
| 07   | SV Eberstadt    | Jens Krichbaum    | Holger Krichbaum     | 135    | 3      |
| 08   | RSG Ginsheim    | Roman Müller      | Marco Rossmann       | 111    | 4      |
| 09   | Favorit Brünn 2 | Miroslav Berger   | Miroslav Berger jun. | 83     | 4      |
| 10   | RV Hohenems     | Christian Kainz   | Jürgen Türtscher     | 78     | 3      |
| 11   | MO Svitavka     | Pavel Loskot      | Radim Lepka          | 68     | 4      |
| 12   | Dinamo Zagreb   | Michael Posedi    | Jasmin Fazlic        | 57     | 3      |
| 13   | SNA Gent 1      | Patrick Geldof    | Peter Martens        | 56     | 3      |
| 14   | Favorit Brünn 1 | Pavel Smid        | Jiri Böhm            | 55     | 2      |
| 15   | SNA Gent 2      | Gery Covent       | Ryan De Baene        | 48     | 3      |

## Weltcup-Finale
Die 10 Teams wurden in 2 Gruppen unterteilt. Innerhalb dieser Gruppe spielte dann jeder gegen jeden einmal. Die Gewinner der beiden Gruppen spielten danach gegen den Zweitplatzierten der anderen Gruppe. Die anderen Teams spielten gegen das Team aus der anderen Gruppe auf demselben Rang. Die beiden Verlierer aus dem Halbfinale spielten dann um Rang drei, die beiden Sieger um den Weltcup-Sieg.

### Vorrunde
| Gruppe 1 | Gruppe 1      | Gruppe 1 | Gruppe 1 |
| Rang     | Team          | Tore     | Punkte   |
| -------- | ------------- | -------- | -------- |
| 1        | SV Eberstadt  | 24 : 09  | 9        |
| 2        | RV Hechtsheim | 22 : 12  | 7        |
| 3        | RV Dornbirn 1 | 17 : 09  | 7        |
| 4        | VMC Oftringen | 14 : 15  | 6        |
| 5        | Kongo Tokyo   | 05 : 37  | 0        |

| Gruppe 2 | Gruppe 2           | Gruppe 2 | Gruppe 2 |
| Rang     | Team               | Tore     | Punkte   |
| -------- | ------------------ | -------- | -------- |
| 1        | RV Winterthur      | 19 : 13  | 10       |
| 2        | RMV Altdorf        | 31 : 19  | 9        |
| 3        | RSG Ginsheim       | 23 : 22  | 6        |
| 4        | RC Höchst 1        | 13 : 15  | 4        |
| 5        | RV Dornbirn 2 (WC) | 10 : 27  | 0        |

### Finalrunde
| 1. Halbfinale           |   |               |                     |
| SV Eberstadt            | – | RMV Altdorf   | 3 : 5               |
| 2. Halbfinale           |   |               |                     |
| RV Winterthur           | – | RV Hechtsheim | 3 : 3 (5 : 6 n. P.) |
| Spiel um Platz 9 und 10 |   |               |                     |
| Kongo Tokyo             | – | RV Dornbirn 2 | 2 : 6               |
| Spiel um Platz 7 und 8  |   |               |                     |
| VMC Oftringen           | – | RC Höchst 1   | 2 : 3               |
| Spiel um Platz 5 und 6  |   |               |                     |
| RV Dornbirn 1           | – | RSG Ginsheim  | 4 : 4 (7 : 8 n. P.) |
| Spiel um Platz 3 und 4  |   |               |                     |
| SV Eberstadt            | – | RV Winterthur | 4 : 3               |
| FINALE                  |   |               |                     |
| RMV Altdorf             | – | RV Hechtsheim | 8 : 4               |

### Endstand
| Rang | Team          | Spieler             | Spieler           |
| ---- | ------------- | ------------------- | ----------------- |
| 01   | RMV Altdorf   | Roman Schneider (a) | Dominik Planzer   |
| 02   | RV Hechtsheim | Christian Hess      | Thomas Abel       |
| 03   | SV Eberstadt  | Jens Krichbaum      | Holger Krichbaum  |
| 04   | RV Winterthur | Timo Reichen        | Peter Jiricek     |
| 05   | RSG Ginsheim  | Roman Müller        | Marco Rossmann    |
| 06   | RV Dornbirn 1 | Martin Lingg        | Markus Bröll      |
| 07   | RC Höchst 1   | Simon König         | Dietmar Schneider |
| 08   | VMC Oftringen | Rafael Stadelmann   | Andreas Zaugg     |
| 09   | RV Dornbirn 2 | Thommy Bröll        | Patrick Köck      |
| 10   | Kongo Tokyo   | Ko Matsuda          | Kinoshita Naoya   |